# Jezerní oblast
Jezerní oblast (anglicky Lake District, také the Lakes nebo Lakeland) je region v severozápadní Anglii a zároveň největší národní park Anglie. Nachází se v hrabství Cumbria, má rozlohu 2292 km² a byl vyhlášen 9. května 1951. Krajina je kopcovitá (vrchy jsou nazývány v místním nářečí fell) a nachází se zde největší hora Anglie Scafell Pike (978 m). Kumbrické pohoří bylo vyvrásněno v ordoviku, současnou dramatickou podobu mu dal kontinentální ledovec v poslední době ledové. Pokrývají je slatiniště, dubové lesy a pastviny (chovají se ovce místního plemene herdwick), vrcholy hor jsou tvořeny batolity. Je to jediné místo v Anglii, kde žijí ve volné přírodě veverky obecné, hnízdí zde také orel skalní a luňák červený, typickou rybou v jezerech je síh malý, který je velmi citlivý na čistotu vody. Rostou zde chráněné masožravé tučnice a rosnatky. Jezerní oblast je nejdeštivější částí Anglie: v lokalitě Sprinkling Tarn spadne až 5000 mm srážek ročně.

## Šest desítek jezer

Průsmyky, vrcholy, jezera a údolí v Lake District

Název oblasti dalo zhruba šedesát jezer ledovcového původu. Wastwater je nejhlubším jezerem v Anglii (79 metrů), Windermere je nejrozlehlejší (17 km²). Další významná jezera jsou: Bassenthwaite Lake, Brotherswater, Buttermere, Coniston Water, Crummock Water, Derwent Water, Devoke Water, Elter Water, Ennerdale Water, Esthwaite Water, Grasmere, Haweswater, Loweswater, Rydal Water, Thirlmere a Ullswater.
Lake District byl osídlen už pět tisíciletí před naším letopočtem, jak o tom svědčí nález mnoha kamenných seker v údolí Great Langdale. Od roku 2017 je park o rozloze 2 292 km2 součástí Světového dědictví UNESCO.

## Umělci
Ve zdejší pitoreskní krajině hledala inspiraci literární skupina nazývaná Jezerní básníci. Ve vesnici Near Sawrey žila autorka pohádkových knížek Beatrix Potterová, která velkou část svého jmění věnovala na ochranu místní přírody. Spisovatel Arthur Ransome zasadil na jezera děj svých dobrodružných příběhů pro mládež o Amazonkách a Vlaštovkách.

## Turismus
Národní park Lake District navštíví ročně šestnáct až osmnáct milionů lidí. Turisty vozí po jezerech tradiční parníky, provozuje se cykloturistika i horolezectví. Vzhledem k množství biofarem a minipivovarů je oblast také oblíbeným cílem labužníků.

## Fotogalerie

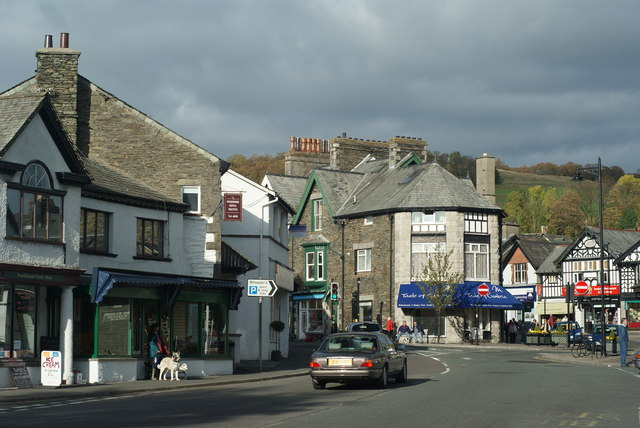
Hlavní ulice v městečku Windermere
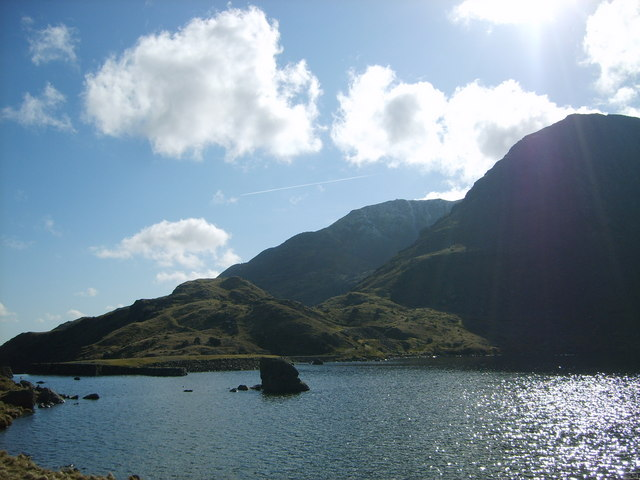
Coniston Old Man od jezera Levers Water
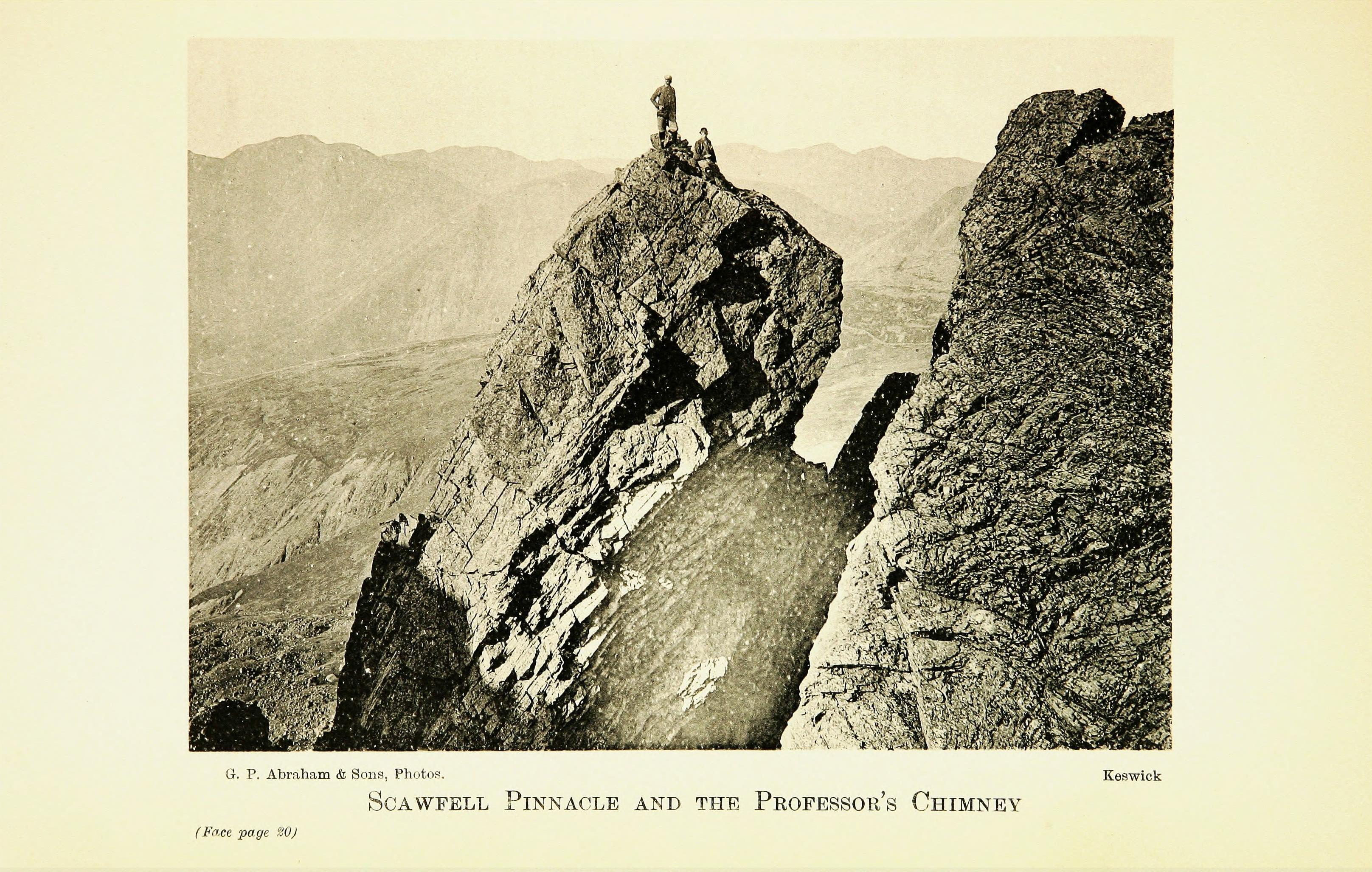
Výstup na Scawfell Pinacle (obr. z r. 1900)
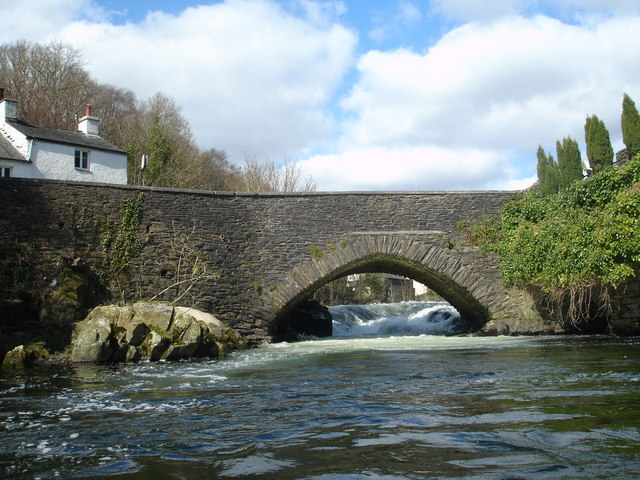
Most přes řeku Leven ve vsi Backbarrow
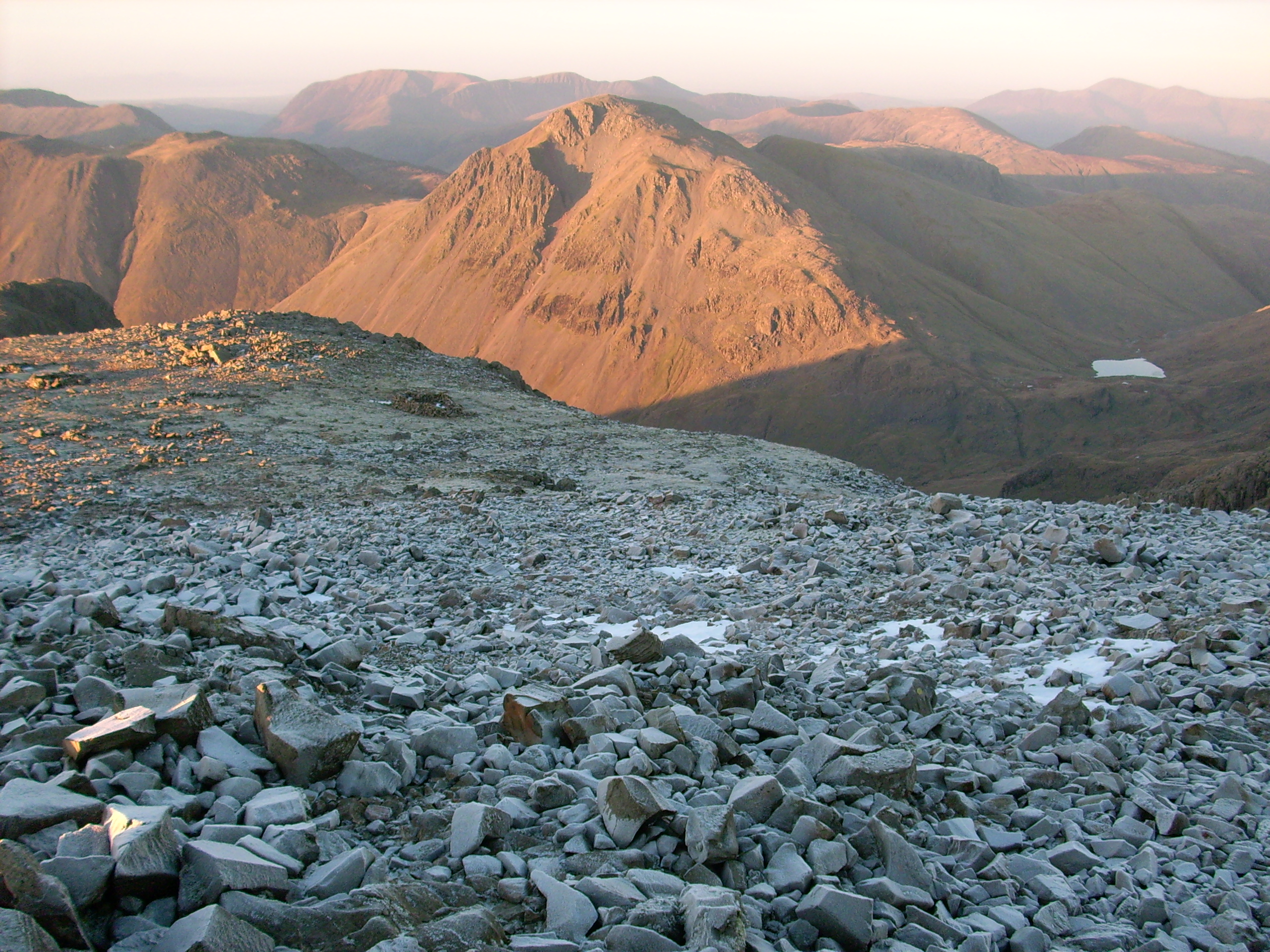
Pohled na Great Gable ze Scafell Pike
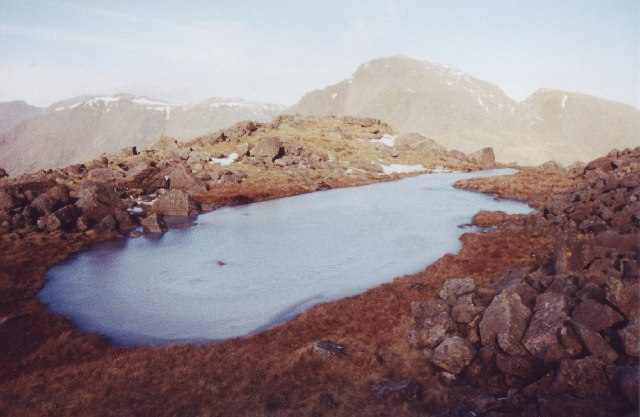
Pleso Lambfoot Dub u Great End, v pozadí Great Gable
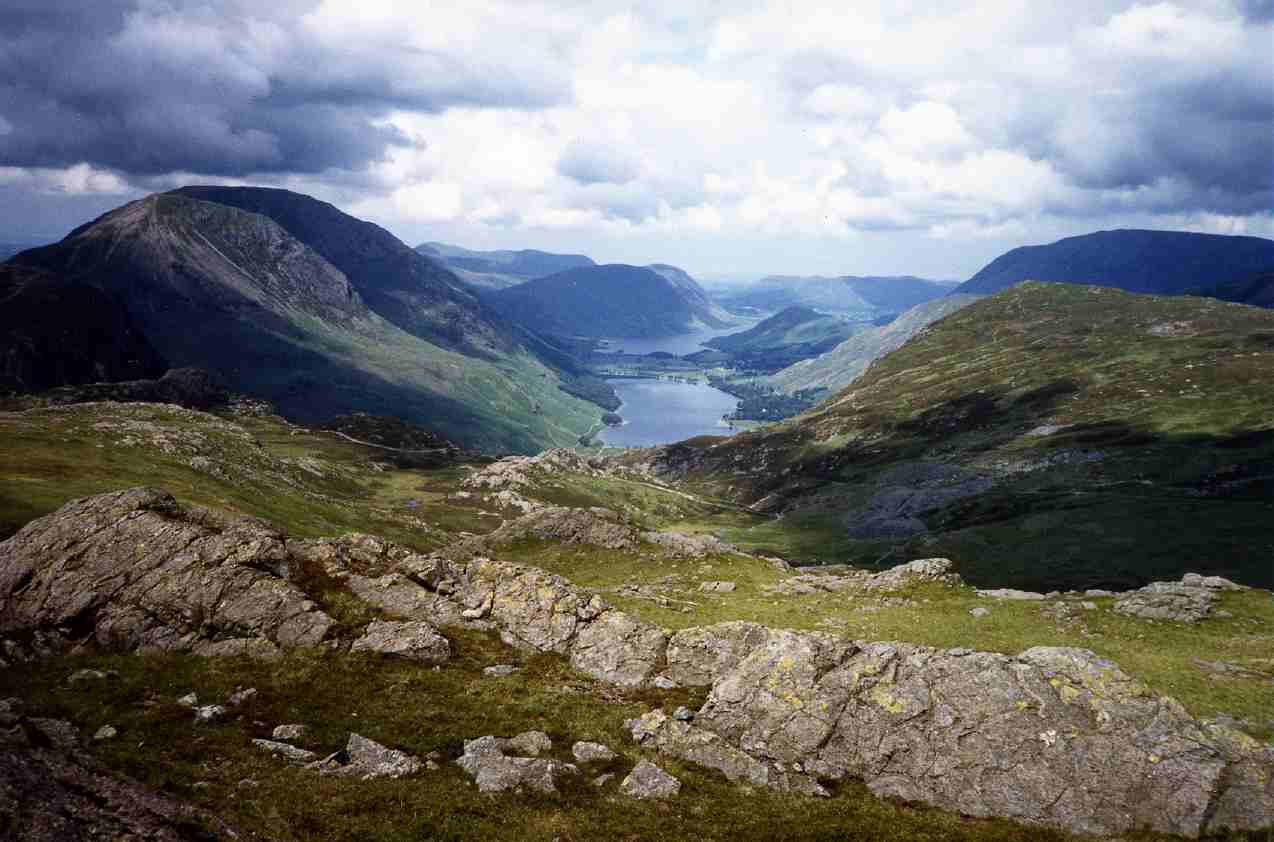
Pohled do údolí Buttermere z Grey Knotts
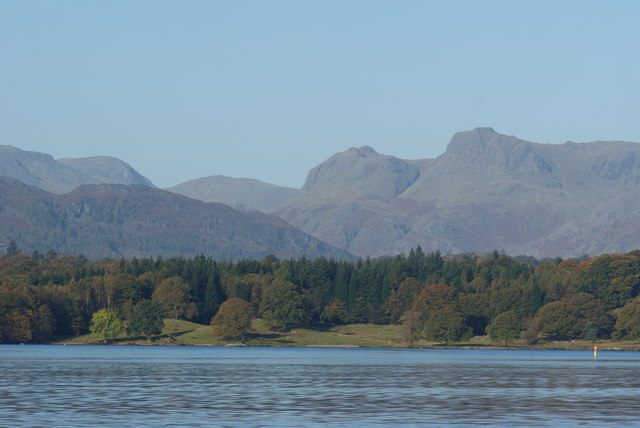
Pohled od jezera Windermere na vrcholy Langdale Pikes
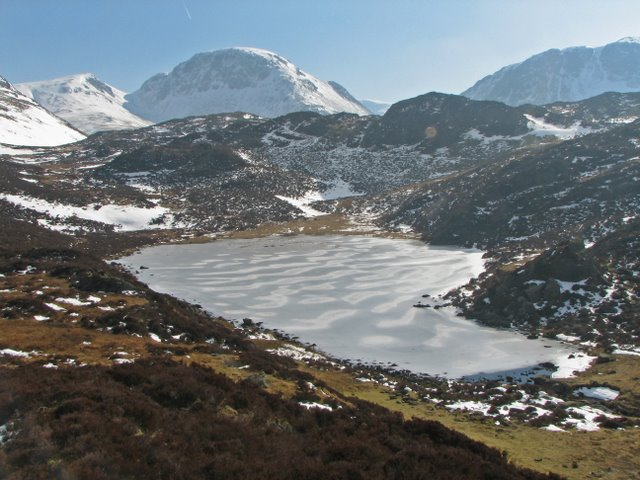
Zamrzlé pleso Blackbeck Tarn s vrcholy Green Gable a Great Gable
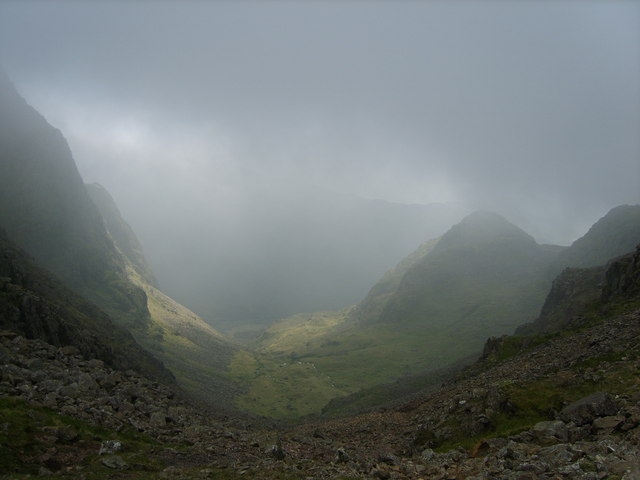
Údolí Little Narrowcove mezi Scafell Pike a Broad Crag